# IPad Pro
L'iPad Pro fa parte della settima generazione di iPad sviluppata e progettata dalla Apple Inc. È disponibile in quattro modelli che si differenziano principalmente per la dimensione del display (12,9", 9,7", 10,5" e 11").
Il primo modello, quello da 12,9", è stato annunciato il 9 settembre 2015 e poi rilasciato l'11 novembre dello stesso anno. È più grande rispetto ai precedenti iPad ed è anche il primo a montare RAM LPDDR4. La versione da 12,9" è stata poi seguita dalla 9,7", la quale è stata annunciata il 21 marzo 2016 e pubblicata il 31 marzo. Con il keynote del 2017 Apple ha presentato la seconda generazione del modello da 12,9" e il modello da 10,5". A differenza dell'iPad Air 2, l'iPad Pro da 9,7" presenta una CPU più veloce, una videocamera migliore ed è il primo iPad a montare un display Retina con True Tone, il quale permette all'LCD di adattarsi alla luminosità ambientale, cambiando il suo colore e la sua intensità in modo tale da offrire un'esperienza più naturale e piacevole. È anche il primo iPad ad avere la possibilità di scegliere un taglio di memoria da 256 GB. I modelli attuali possono essere selezionati anche con una capienza massima di 2 TB.
Nel 2018 Apple presenta due nuovi iPad Pro completamente ridisegnati, entrambi privi di tasto Home ma con le gesture di iPhone X e successivi; sono inoltre dotati di Face ID e di un nuovo display, chiamato Liquid Retina, disponibile in due diagonali, da 11", le cui dimensioni rimangono quelle dell'iPad da 10,5", e da 12,9", le cui dimensioni diventano più piccole del 25% rispetto al precedente modello con la stessa diagonale. Le colorazioni disponibili sono due, argento e grigio siderale, mentre le capacità di archiviazione sono quattro: 64 GB, 256 GB, 512 GB e il nuovo da 1TB (l'unico ad avere 6 GB di RAM). Questo iPad inoltre è il primo dispositivo iOS con porta USB-C. Nel marzo 2020 Apple aggiorna gli iPad Pro con un sistema di fotocamere Pro (doppia fotocamera grandangolare e ultrawide, più uno scanner LiDAR). Nell'aprile 2021, Apple annuncia la sua quinta generazione di iPad Pro, in cui viene introdotto il chip M1, presentato pochi mesi prima per MacBook e nell'adozione di un display Mini-led nella versione da 12,9". Nell'ottobre 2022 la linea viene di nuovo aggiornata con l'inclusione del chip M2.
Il 7 maggio 2024 viene presentata una nuova gamma di iPad Pro, con l'introduzione di un display OLED, del chip M4, della compatibilità con le nuove Apple Pencil Pro e di un nuovo design molto più sottile.

## Storia

### Prima generazione (2015-2016)
La versione da 12,9" dell'iPad Pro è stata annunciata durante un evento speciale Apple il 9 settembre 2015. È stata rilasciata l'11 novembre dello stesso anno nelle colorazioni oro, argento e grigio siderale.
Il 21 marzo 2016, durante un Keynote Apple, è stata annunciata la versione da 9,7" dell'iPad Pro, per poi essere pubblicata il 31 marzo. Le colorazioni sono le stesse del modello da 12,9", con l'aggiunta di quella oro rosa. La versione da 9,7" introduce la possibilità di scegliere una capacità da 32 GB per il modello Wi-Fi + Cellular.

### Seconda generazione (2017)
La versione da 10,5" è stata presentata in occasione della WWDC del 2017, insieme a quest'ultimo è stato presentato un aggiornamento hardware per la versione da 12,9''.

### Terza generazione (2018)
Il 30 ottobre 2018, Apple rilascia due nuovi modelli di iPad Pro con dimensioni di 12,9" e una nuova di 11" ma mantenendo le dimensioni del 10,5". I due modelli sostituiscono il sensore Touch ID con Face ID, eliminando di fatto il tasto Home. Sono disponibili due colorazioni: argento e grigio siderale, e una nuova opzione di archiviazione da 1 TB.

### Quarta generazione (2020)
La quarta generazione di iPad Pro è stata annunciata il 18 marzo 2020, con le stesse dimensioni dello schermo della generazione precedente. Offre un modulo fotocamera riprogettato, un processore Apple A12Z, una capacità di archiviazione minima di 128 GB, uno Scanner LiDAR e il supporto per la custodia Magic Keyboard.

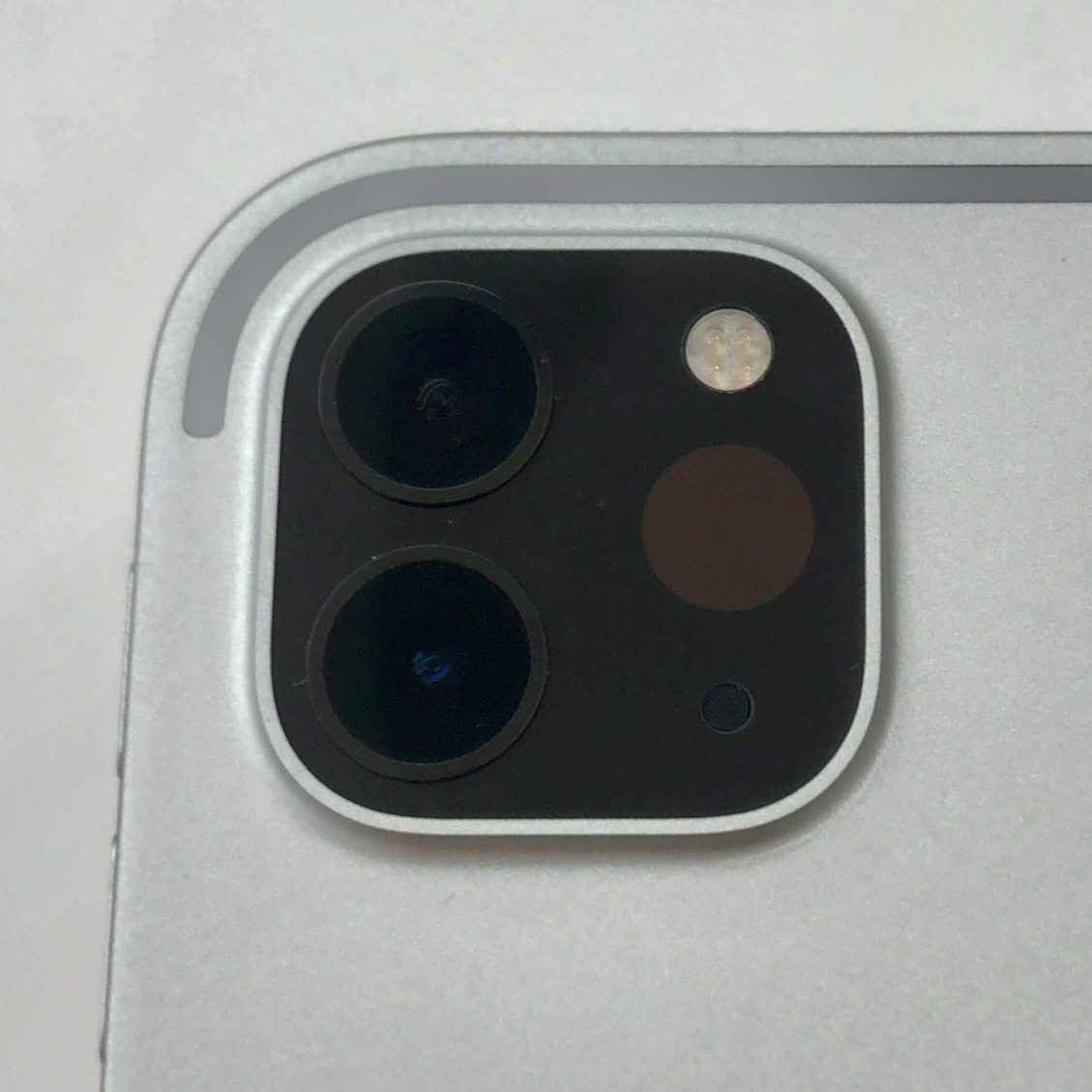
Il sistema fotocamere Pro introdotto con la 4ª versione del 2020: sono presenti due fotocamere, un flash potenziato e uno scanner LIDAR.

### Quinta generazione (2021)
La quinta generazione di iPad Pro è stata annunciata il 20 aprile 2021, con lo stesso design e le stesse dimensioni dello schermo della generazione precedente. Include il processore Apple M1, connettività 5G, connettività Thunderbolt 3/USB 4 (fino a 40 Gbit/s), uscita video per schermi esterni fino a una risoluzione di 6K, 8 o 16 GB di RAM e, nella variante da 12,9 pollici, uno schermo mini-LED commercializzato come "Liquid Retina XDR".

### Sesta generazione (2022)
La sesta generazione di iPad Pro è stata annunciata il 18 ottobre 2022, insieme all’iPad (decima generazione). Utilizza lo stesso design delle generazioni precedenti (dal 2018). Include un processore Apple M2, la funzionalità Apple Pencil Hover (che consente al display di rilevare l’Apple Pencil fino a 12 mm di distanza dallo schermo) e la registrazione video ProRes (limitata a 1080p per i modelli con 128 GB di archiviazione e fino a 4K per i modelli con almeno 256 GB di archiviazione).

### Settima generazione (2024)
La settima generazione di iPad Pro è stata annunciata il 7 maggio 2024, insieme all’iPad Air (sesta generazione). Questa generazione presenta un nuovo disegno del telaio, più sottile rispetto alle generazioni precedenti. Include il processore Apple M4, una fotocamera in modalità landscape con array Face ID e uno schermo Tandem OLED. Lo schermo, denominato da Apple "Ultra Retina XDR", ha un rapporto di contrasto di 2.000.000:1 e può raggiungere una luminosità massima di 1000 nit (per contenuti SDR) o 1600 nit (per contenuti HDR). La capacità di archiviazione base è stata aumentata a 256 GB, con la possibilità di arrivare fino a 2 TB.

## Caratteristiche
Tutti i modelli di iPad Pro hanno un Display Retina. Entrambi i modelli dell'iPad Pro hanno il processore A9X e il co-processore di movimento Apple M9. La CPU del modello 9,7", però, è un po' meno veloce (2,16 GHz contro i 2,26 del modello da 12,9"). Certe funzionalità sono state prese dai precedenti iPad, come il Touch ID e il display Retina. Di nuovo vi è lo Smart Connector per la tastiera e quattro altoparlanti stereo suddivisi a coppie nella parte superiore e inferiore del tablet.
Il modello da 12,9" ha una risoluzione di 2732 × 2048 pixel a 264 ppi, mentre quello da 9,7" ha una risoluzione di 2048 × 1536 a 264 ppi. La versione da 12,9" dell'iPad Pro è equipaggiata con 4 GB di RAM.
Le versioni del 2017 hanno il nuovo processore Apple A10X e dispongono di 4 GB di RAM e Display Retina.
La versione da 12,9" del 2018, insieme a quella di 11", presentano un nuovo processore A12X Bionic con Neural Engine di seconda generazione e architettura a 64 bit e coprocessore M12, con 4 GB di RAM (aumentati a 6 GB nel modello da 1 TB); entrambi hanno un display Liquid Retina da 2732 × 2014 pixel (12,9") e 2388 × 1668 (11").

### Difetti
Nei due modelli da 12,9" e 11" del 2018, dato il loro sottile spessore, si è scoperto che anche con minima forza potrebbero piegarsi. Alcuni acquirenti hanno riscontrato questo problema anche durante la prima estrazione del prodotto dalla confezione.

## Accessori
Sono disponibili quattro accessori creati specificamente per l'iPad Pro: una Smart Cover, una tastiera magnetica Smart Keyboard Folio, una custodia in silicone compatibile con la Smart Keyboard e la penna Bluetooth Apple Pencil.

### Smart Keyboard
La Smart Keyboard è una tastiera che si interfaccia con l'iPad Pro attraverso lo Smart Connector, un connettore magnetico che fornisce il trasferimento di dati e di energia.

#### Magic Keyboard / Magic Keyboard Folio

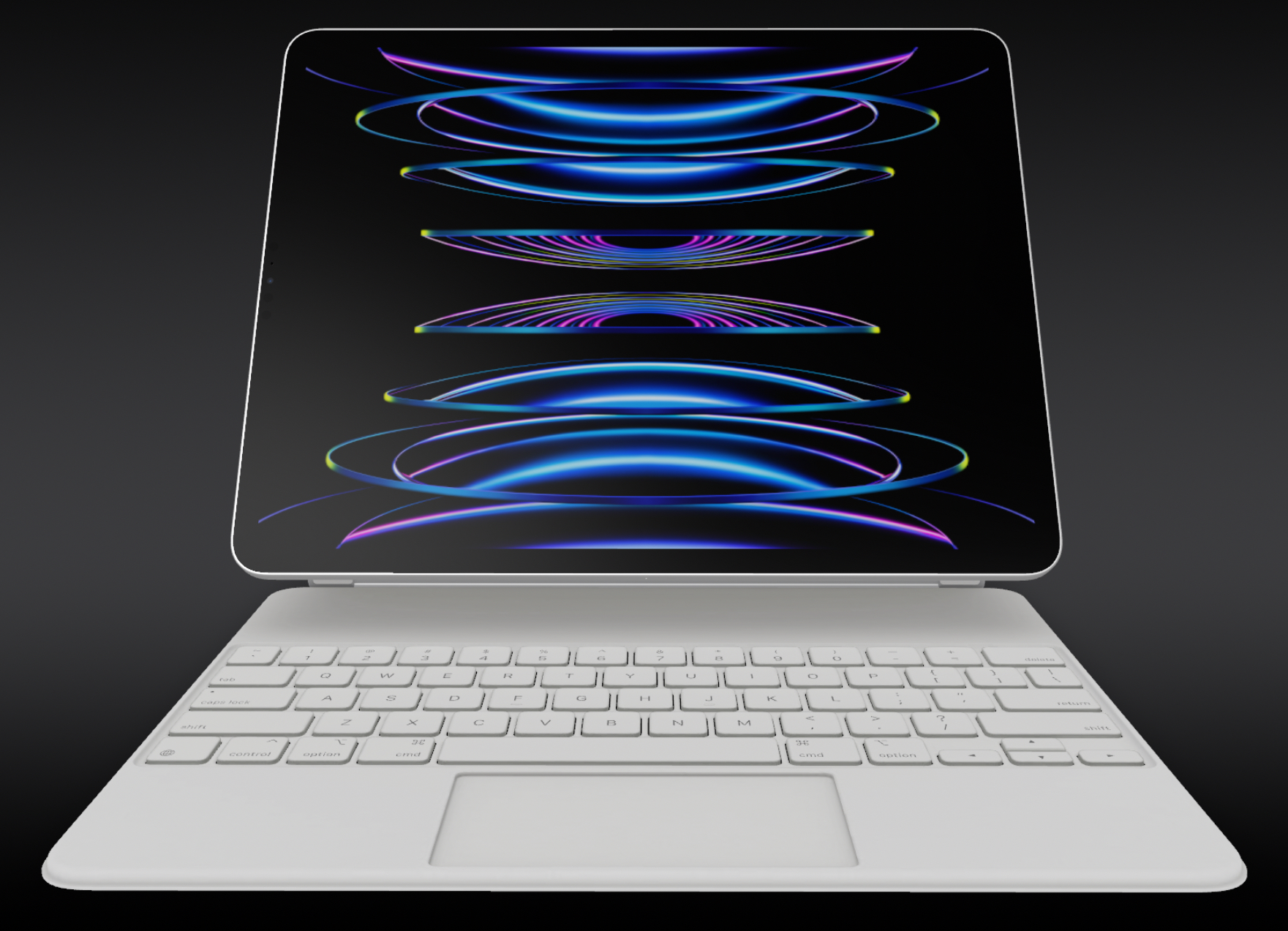
Un iPad Pro di 6ª gen. con la sua tastiera ufficiale associata, una Magic Keyboard Folio.

Successivamente sono state presentate versioni più aggiornate della tastiera ufficiale, rinominata Magic Keyboard (e in seguito Magic Keyboard Folio) e dotata anche di area per il puntatore. Nel maggio 2024 la nuova versione viene dotata anche di una serie di tasti funzione e di feedback aptico.

### Penne digitali compatibili
La Apple Pencil è una penna di precisione esclusiva per l'iPad Pro (resa compatibile con l’uscita dell'iPad 2018). L'accessorio è ricaricabile attraverso la porta Lightning del tablet. L'iPad Pro monta un nuovo display più preciso rispetto a quelli degli iPad precedenti.
Nel 2018, in occasione della presentazione del nuovo iPad Pro, Apple rilascia la seconda generazione della Apple Pencil il cui abbinamento non avviene più attraverso la porta Lightning (che nell'iPad Pro di 4ª generazione è stata sostituita con porta USB-C), ma in modo magnetico e, mentre è in contatto all'iPad, si ricarica per induzione.
Il 7 maggio 2024 viene presentata la Apple Pencil Pro (esclusiva degli iPad Pro M4 e degli iPad Air M2 presentati lo stesso giorno, oltre alle future generazioni), che include alcune nuove gesture e il feedback aptico di risposta. I nuovi iPad del maggio 2024 e successivi non possono utilizzare le Apple Pencil di 1ª e 2ª generazione.

## Tabella riassuntiva
| Modelli             | Modelli                  | 1ª generazione | 1ª generazione | 1ª generazione | 1ª generazione | 2ª generazione | 2ª generazione | 2ª generazione | 2ª generazione | 3ª generazione | 3ª generazione | 3ª generazione | 3ª generazione | 4ª generazione | 4ª generazione | 4ª generazione | 4ª generazione | 5ª generazione | 5ª generazione | 5ª generazione | 5ª generazione |
| Modelli             | Modelli                  | 12,9" | 12,9" | 9,7" | 9,7" | 12,9" | 12,9" | 10,5" | 10,5" | 12,9" | 12,9" | 11" (1ª gen.) | 11" (1ª gen.) | 12,9" | 12,9" | 11" (2ª gen.) | 11" (2ª gen.) | 12,9" | 12,9" | 11" (3ª gen.) | 11" (3ª gen.) |
| Modelli             | Modelli                  | Wi-Fi | Wi-Fi + Cellular | Wi-Fi | Wi-Fi + Cellular | Wi-Fi | Wi-Fi + Cellular | Wi-Fi | Wi-Fi + Cellular | Wi-Fi | Wi-Fi + Cellular | Wi-Fi | Wi-Fi + Cellular | Wi-Fi | Wi-Fi + Cellular | Wi-Fi | Wi-Fi + Cellular | Wi-Fi | Wi-Fi + Cellular | Wi-Fi | Wi-Fi + Cellular |
| ------------------- | ------------------------ | --- | --- | --- | --- | --- | --- | --- | --- | --- | --- | --- | --- | --- | --- | --- | --- | --- | --- | --- | --- |
| Data di uscita      | Data di uscita           | 9 settembre 2015 | 9 settembre 2015 | 21 marzo 2016 | 21 marzo 2016 | 5 giugno 2017 | 5 giugno 2017 | 5 giugno 2017 | 5 giugno 2017 | 30 ottobre 2018 | 30 ottobre 2018 | 30 ottobre 2018 | 30 ottobre 2018 | 18 marzo 2020 | 18 marzo 2020 | 18 marzo 2020 | 18 marzo 2020 | 21 maggio 2021 | 21 maggio 2021 | 21 maggio 2021 | 21 maggio 2021 |
| Colori              | Colori                   | Argento, oro, grigio siderale, oro rosa | Argento, oro, grigio siderale, oro rosa | Argento, oro, grigio siderale | Argento, oro, grigio siderale | Argento, oro, oro rosa, grigio siderale | Argento, oro, oro rosa, grigio siderale | Argento, oro, grigio siderale | Argento, oro, grigio siderale | Argento, grigio siderale | Argento, grigio siderale | Argento, grigio siderale | Argento, grigio siderale | Argento, grigio siderale | Argento, grigio siderale | Argento, grigio siderale | Argento, grigio siderale | Argento, grigio siderale | Argento, grigio siderale | Argento, grigio siderale | Argento, grigio siderale |
| Capacità            | Capacità                 | 32 GB, 128 GB, 256 GB | 32 GB, 128 GB, 256 GB | 32 GB, 128 GB, 256 GB | 32 GB, 128 GB, 256 GB | 64 GB, 128 GB, 256 GB, 512 GB | 64 GB, 128 GB, 256 GB, 512 GB | 64 GB, 256 GB, 512 GB | 64 GB, 256 GB, 512 GB | 64 GB, 256 GB, 512 GB, 1 TB | 64 GB, 256 GB, 512 GB, 1 TB | 64 GB, 256 GB, 512 GB, 1 TB | 64 GB, 256 GB, 512 GB, 1 TB | 128 GB, 256 GB, 512 GB, 1 TB | 128 GB, 256 GB, 512 GB, 1 TB | 128 GB, 256 GB, 512 GB, 1 TB | 128 GB, 256 GB, 512 GB, 1 TB | 128 GB, 256 GB, 512 GB, 1 TB, 2 TB | 128 GB, 256 GB, 512 GB, 1 TB, 2 TB | 128 GB, 256 GB, 512 GB, 1 TB, 2 TB | 128 GB, 256 GB, 512 GB, 1 TB, 2 TB |
| Dimensioni          | Larghezza                | 220,6 mm | 220,6 mm | 169,5 mm | 169,5 mm | 220,6 mm | 220,6 mm | 174,1 mm | 174,1 mm | 214,9 mm | 214,9 mm | 178,5 mm | 178,5 mm | 214,9 mm | 214,9 mm | 178,5 mm | 178,5 mm | 214,9 mm | 214,9 mm | 178,5 mm | 178,5 mm |
| Dimensioni          | Altezza                  | 305,7 mm | 305,7 mm | 240 mm | 240 mm | 305,7 mm | 305,7 mm | 250,6 mm | 250,6 mm | 280,6 mm | 280,6 mm | 247,6 mm | 247,6 mm | 280,6 mm | 280,6 mm | 247,6 mm | 247,6 mm | 280,6 mm | 280,6 mm | 247,6 mm | 247,6 mm |
| Dimensioni          | Spessore                 | 6,9 mm | 6,9 mm | 6,1 mm | 6,1 mm | 6,9 mm | 6,9 mm | 6,1 mm | 6,1 mm | 5,9 mm | 5,9 mm | 5,9 mm | 5,9 mm | 5,9 mm | 5,9 mm | 5,9 mm | 5,9 mm | 5,9 mm | 5,9 mm | 5,9 mm | 5,9 mm |
| Peso                | Peso                     | 713 g | 723 g | 437 g | 444 g | 713 g | 723 g | 469 g | 477 g | 631 g | 633 g | 468 g | 468 g | 641 g | 643 g | 471 g | 473 g | 682 g | 684 g | 466 g | 468 g |
| Display             | Display                  | Display Retina da 12,9", 2732×2048 pixel a 264 ppi | Display Retina da 12,9", 2732×2048 pixel a 264 ppi | Display Retina da 9,7", 2048×1536 pixel a 264 ppi | Display Retina da 9,7", 2048×1536 pixel a 264 ppi | Display Retina ProMotion da 12,9", 2732×2048 pixel a 264 ppi | Display Retina ProMotion da 12,9", 2732×2048 pixel a 264 ppi | Display Retina ProMotion da 10,5", 2224×1668 pixel a 264 ppi | Display Retina ProMotion da 10,5", 2224×1668 pixel a 264 ppi | Display Liquid Retina ProMotion da 12,9", 2732×2048 pixel a 264 ppi | Display Liquid Retina ProMotion da 12,9", 2732×2048 pixel a 264 ppi | Display Liquid Retina ProMotion da 11", 2388×1668 pixel a 264 ppi                                                                                | Display Liquid Retina ProMotion da 11", 2388×1668 pixel a 264 ppi                                                                                | Display Liquid Retina ProMotion da 12,9", 2732×2048 pixel a 264 ppi | Display Liquid Retina ProMotion da 12,9", 2732×2048 pixel a 264 ppi | Display Liquid Retina ProMotion da 11", 2388×1668 pixel a 264 ppi | Display Liquid Retina ProMotion da 11", 2388×1668 pixel a 264 ppi | Display Liquid Retina ProMotion da 12,9", 2732×2048 pixel a 264 ppi | Display Liquid Retina ProMotion da 12,9", 2732×2048 pixel a 264 ppi | Display Liquid Retina ProMotion da 11", 2388×1668 pixel a 264 ppi | Display Liquid Retina ProMotion da 11", 2388×1668 pixel a 264 ppi |
| Chip                | Chip                     | A9X con architettura a 64 bit Coprocessore M9 | A9X con architettura a 64 bit Coprocessore M9 | A9X con architettura a 64 bit Coprocessore M9 | A9X con architettura a 64 bit Coprocessore M9 | A10X Fusion con architettura a 64 bit Coprocessore M10 | A10X Fusion con architettura a 64 bit Coprocessore M10 | A10X Fusion con architettura a 64 bit Coprocessore M10 | A10X Fusion con architettura a 64 bit Coprocessore M10 | A12X Bionic con Neural Engine di seconda generazione e architettura a 64 bit Coprocessore M12 | A12X Bionic con Neural Engine di seconda generazione e architettura a 64 bit Coprocessore M12 | A12X Bionic con Neural Engine di seconda generazione e architettura a 64 bit Coprocessore M12                                                    | A12X Bionic con Neural Engine di seconda generazione e architettura a 64 bit Coprocessore M12                                                    | A12Z Bionic con Neural Engine di seconda generazione e architettura a 64 bit Coprocessore M12 | A12Z Bionic con Neural Engine di seconda generazione e architettura a 64 bit Coprocessore M12 | A12Z Bionic con Neural Engine di seconda generazione e architettura a 64 bit Coprocessore M12                                                                                              | A12Z Bionic con Neural Engine di seconda generazione e architettura a 64 bit Coprocessore M12                                                                                              | Apple M1 - CPU a 8‑core con 4 ad alte prestazioni e 4 ad alta efficienza - GPU a 8‑core - Neural Engine a 16‑core                                                                                          | Apple M1 - CPU a 8‑core con 4 ad alte prestazioni e 4 ad alta efficienza - GPU a 8‑core - Neural Engine a 16‑core                                                                                          | Apple M1 - CPU a 8‑core con 4 ad alte prestazioni e 4 ad alta efficienza - GPU a 8‑core - Neural Engine a 16‑core                                                                                | Apple M1 - CPU a 8‑core con 4 ad alte prestazioni e 4 ad alta efficienza - GPU a 8‑core - Neural Engine a 16‑core                                                                                |
| Fotocamera          | Fotocamera               | 8 megapixel, diaframma con apertura ƒ/2.4 | 8 megapixel, diaframma con apertura ƒ/2.4 | 12 megapixel, diaframma con apertura ƒ/2.2 | 12 megapixel, diaframma con apertura ƒ/2.2 | 12 megapixel, diaframma con apertura ƒ/1.8 | 12 megapixel, diaframma con apertura ƒ/1.8 | 12 megapixel, diaframma con apertura ƒ/1.8 | 12 megapixel, diaframma con apertura ƒ/1.8 | 12 megapixel, diaframma con apertura ƒ/1.8 | 12 megapixel, diaframma con apertura ƒ/1.8 | 12 megapixel, diaframma con apertura ƒ/1.8 | 12 megapixel, diaframma con apertura ƒ/1.8 | Grandangolo: 12 megapixel, diaframma con apertura ƒ/1.8 Ultra-grandangolo: 10 megapixel, diaframma con apertura ƒ/2.4                                                                                      | Grandangolo: 12 megapixel, diaframma con apertura ƒ/1.8 Ultra-grandangolo: 10 megapixel, diaframma con apertura ƒ/2.4                                                                                      | Grandangolo: 12 megapixel, diaframma con apertura ƒ/1.8 Ultra-grandangolo: 10 megapixel, diaframma con apertura ƒ/2.4                                                                      | Grandangolo: 12 megapixel, diaframma con apertura ƒ/1.8 Ultra-grandangolo: 10 megapixel, diaframma con apertura ƒ/2.4                                                                      | Grandangolo: 12 megapixel, diaframma con apertura ƒ/1.8 Ultra-grandangolo: 10 megapixel, diaframma con apertura ƒ/2.4                                                                                      | Grandangolo: 12 megapixel, diaframma con apertura ƒ/1.8 Ultra-grandangolo: 10 megapixel, diaframma con apertura ƒ/2.4                                                                                      | Grandangolo: 12 megapixel, diaframma con apertura ƒ/1.8 Ultra-grandangolo: 10 megapixel, diaframma con apertura ƒ/2.4                                                                            | Grandangolo: 12 megapixel, diaframma con apertura ƒ/1.8 Ultra-grandangolo: 10 megapixel, diaframma con apertura ƒ/2.4                                                                            |
| Registrazione video | Registrazione video      | 4K (3840×2160) a 30 fps HD (1080p) a 30 o 60 fps HD (720p) a 30 fps Rallentatore (1080p a 120 fps; 720p a 240 fps)                                                                                        | 4K (3840×2160) a 30 fps HD (1080p) a 30 o 60 fps HD (720p) a 30 fps Rallentatore (1080p a 120 fps; 720p a 240 fps)                                                                                        | 4K (3840×2160) a 30 fps HD (1080p) a 30 o 60 fps HD (720p) a 30 fps Rallentatore (1080p a 120 fps; 720p a 240 fps)                                                                                | 4K (3840×2160) a 30 fps HD (1080p) a 30 o 60 fps HD (720p) a 30 fps Rallentatore (1080p a 120 fps; 720p a 240 fps)                                                                                | 4K (3840×2160) a 30 fps HD (1080p) a 30 o 60 fps HD (720p) a 30 fps Rallentatore (1080p a 120 fps; 720p a 240 fps)                                                                                      | 4K (3840×2160) a 30 fps HD (1080p) a 30 o 60 fps HD (720p) a 30 fps Rallentatore (1080p a 120 fps; 720p a 240 fps)                                                                                      | 4K (3840×2160) a 30 fps HD (1080p) a 30 o 60 fps HD (720p) a 30 fps Rallentatore (1080p a 120 fps; 720p a 240 fps)                                                                                        | 4K (3840×2160) a 30 fps HD (1080p) a 30 o 60 fps HD (720p) a 30 fps Rallentatore (1080p a 120 fps; 720p a 240 fps)                                                                                        | 4K a 30 o 60 fps HD (1080p) 30 o 60 fps HD (720p) a 30 fps Rallentatore (1080 a 120 o 240 fps) | 4K a 30 o 60 fps HD (1080p) 30 o 60 fps HD (720p) a 30 fps Rallentatore (1080 a 120 o 240 fps) | 4K a 30 o 60 fps HD (1080p) 30 o 60 fps HD (720p) a 30 fps Rallentatore (1080 a 120 o 240 fps)                                                   | 4K a 30 o 60 fps HD (1080p) 30 o 60 fps HD (720p) a 30 fps Rallentatore (1080 a 120 o 240 fps)                                                   | 4K a 24, 30 o 60 fps (grandangolo) e 60 fps (ultra-grandangolo) HD (1080p) 30 o 60 fps HD (720p) a 30 fps Rallentatore (1080p) a 120 o 240 fps (grandangolo) e 240 fps (ultra-grandangolo)                 | 4K a 24, 30 o 60 fps (grandangolo) e 60 fps (ultra-grandangolo) HD (1080p) 30 o 60 fps HD (720p) a 30 fps Rallentatore (1080p) a 120 o 240 fps (grandangolo) e 240 fps (ultra-grandangolo)                 | 4K a 24, 30 o 60 fps (grandangolo) e 60 fps (ultra-grandangolo) HD (1080p) 30 o 60 fps HD (720p) a 30 fps Rallentatore (1080p) a 120 o 240 fps (grandangolo) e 240 fps (ultra-grandangolo) | 4K a 24, 30 o 60 fps (grandangolo) e 60 fps (ultra-grandangolo) HD (1080p) 30 o 60 fps HD (720p) a 30 fps Rallentatore (1080p) a 120 o 240 fps (grandangolo) e 240 fps (ultra-grandangolo) | 4K a 24, 30 o 60 fps (grandangolo) e 60 fps (ultra-grandangolo) HD (1080p) a 25, 30 o 60 fps HD (720p) a 30 fps Rallentatore (1080p) a 120 o 240 fps (grandangolo) e 240 fps (ultra-grandangolo)           | 4K a 24, 30 o 60 fps (grandangolo) e 60 fps (ultra-grandangolo) HD (1080p) a 25, 30 o 60 fps HD (720p) a 30 fps Rallentatore (1080p) a 120 o 240 fps (grandangolo) e 240 fps (ultra-grandangolo)           | 4K a 24, 30 o 60 fps (grandangolo) e 60 fps (ultra-grandangolo) HD (1080p) a 25, 30 o 60 fps HD (720p) a 30 fps Rallentatore (1080p) a 120 o 240 fps (grandangolo) e 240 fps (ultra-grandangolo) | 4K a 24, 30 o 60 fps (grandangolo) e 60 fps (ultra-grandangolo) HD (1080p) a 25, 30 o 60 fps HD (720p) a 30 fps Rallentatore (1080p) a 120 o 240 fps (grandangolo) e 240 fps (ultra-grandangolo) |
| Fotocamera frontale | Fotocamera frontale      | 1,2 megapixel, diaframma con apertura ƒ/2.2 | 1,2 megapixel, diaframma con apertura ƒ/2.2 | 5 megapixel, diaframma con apertura ƒ/2.2 | 5 megapixel, diaframma con apertura ƒ/2.2 | 7 megapixel | 7 megapixel | 7 megapixel | 7 megapixel | TrueDepth da 7 megapixel Retina Flash | TrueDepth da 7 megapixel Retina Flash | TrueDepth da 7 megapixel Retina Flash | TrueDepth da 7 megapixel Retina Flash | TrueDepth da 7 megapixel Retina Flash | TrueDepth da 7 megapixel Retina Flash | TrueDepth da 7 megapixel Retina Flash | TrueDepth da 7 megapixel Retina Flash | TrueDepth da 12 megapixel, diaframma con apertura ƒ/2.4, angolo di 122° Retina Flash | TrueDepth da 12 megapixel, diaframma con apertura ƒ/2.4, angolo di 122° Retina Flash | TrueDepth da 12 megapixel, diaframma con apertura ƒ/2.4, angolo di 122° Retina Flash | TrueDepth da 12 megapixel, diaframma con apertura ƒ/2.4, angolo di 122° Retina Flash |
| Altoparlanti        | Altoparlanti             | Audio a quattro altoparlanti | Audio a quattro altoparlanti | Audio a quattro altoparlanti | Audio a quattro altoparlanti | Audio a quattro altoparlanti | Audio a quattro altoparlanti | Audio a quattro altoparlanti | Audio a quattro altoparlanti | Audio a quattro altoparlanti | Audio a quattro altoparlanti | Audio a quattro altoparlanti | Audio a quattro altoparlanti | Audio a quattro altoparlanti | Audio a quattro altoparlanti | Audio a quattro altoparlanti | Audio a quattro altoparlanti | Audio a quattro altoparlanti | Audio a quattro altoparlanti | Audio a quattro altoparlanti | Audio a quattro altoparlanti |
| Microfoni           | Microfoni                | Due microfoni | Due microfoni | Due microfoni | Due microfoni | Due microfoni | Due microfoni | Due microfoni | Due microfoni | Cinque microfoni | Cinque microfoni | Cinque microfoni | Cinque microfoni | Cinque microfoni | Cinque microfoni | Cinque microfoni | Cinque microfoni | Cinque microfoni | Cinque microfoni | Cinque microfoni | Cinque microfoni |
| Geolocalizzazione   | Tutti i modelli          | Bussola digitale Wi-Fi Microlocalizzazione iBeacon | Bussola digitale Wi-Fi Microlocalizzazione iBeacon | Bussola digitale Wi-Fi Microlocalizzazione iBeacon | Bussola digitale Wi-Fi Microlocalizzazione iBeacon | Bussola digitale Wi-Fi Microlocalizzazione iBeacon | Bussola digitale Wi-Fi Microlocalizzazione iBeacon | Bussola digitale Wi-Fi Microlocalizzazione iBeacon | Bussola digitale Wi-Fi Microlocalizzazione iBeacon | Bussola digitale Wi-Fi Microlocalizzazione iBeacon | Bussola digitale Wi-Fi Microlocalizzazione iBeacon | Bussola digitale Wi-Fi Microlocalizzazione iBeacon                                                                                               | Bussola digitale Wi-Fi Microlocalizzazione iBeacon                                                                                               | Bussola digitale Wi-Fi Microlocalizzazione iBeacon | Bussola digitale Wi-Fi Microlocalizzazione iBeacon | Bussola digitale Wi-Fi Microlocalizzazione iBeacon | Bussola digitale Wi-Fi Microlocalizzazione iBeacon | Bussola digitale Wi-Fi Microlocalizzazione iBeacon | Bussola digitale Wi-Fi Microlocalizzazione iBeacon | Bussola digitale Wi-Fi Microlocalizzazione iBeacon | Bussola digitale Wi-Fi Microlocalizzazione iBeacon |
| Geolocalizzazione   | Modelli Wi-Fi + Cellular | Rete cellulare GPS assistito e GLONASS | Rete cellulare GPS assistito e GLONASS | Rete cellulare GPS assistito e GLONASS | Rete cellulare GPS assistito e GLONASS | Rete cellulare GPS assistito e GLONASS | Rete cellulare GPS assistito e GLONASS | Rete cellulare GPS assistito e GLONASS | Rete cellulare GPS assistito e GLONASS | Rete cellulare GPS assistito, GLONASS, Galileo e QZSS | Rete cellulare GPS assistito, GLONASS, Galileo e QZSS | Rete cellulare GPS assistito, GLONASS, Galileo e QZSS                                                                                            | Rete cellulare GPS assistito, GLONASS, Galileo e QZSS                                                                                            | Rete cellulare GPS/GNSS integrato | Rete cellulare GPS/GNSS integrato | Rete cellulare GPS/GNSS integrato | Rete cellulare GPS/GNSS integrato | Rete cellulare GPS/GNSS integrato | Rete cellulare GPS/GNSS integrato | Rete cellulare GPS/GNSS integrato | Rete cellulare GPS/GNSS integrato |
| Sensori             | Sensori                  | Touch ID Giroscopio a 3 assi Accelerometro Barometro Sensore di luce ambientale | Touch ID Giroscopio a 3 assi Accelerometro Barometro Sensore di luce ambientale | Touch ID Giroscopio a 3 assi Accelerometro Barometro Sensore di luce ambientale | Touch ID Giroscopio a 3 assi Accelerometro Barometro Sensore di luce ambientale | Touch ID Giroscopio a 3 assi Accelerometro Barometro Sensore di luce ambientale | Touch ID Giroscopio a 3 assi Accelerometro Barometro Sensore di luce ambientale | Touch ID Giroscopio a 3 assi Accelerometro Barometro Sensore di luce ambientale | Touch ID Giroscopio a 3 assi Accelerometro Barometro Sensore di luce ambientale | Face ID Giroscopio a 3 assi Accelerometro Barometro Sensore di luce ambientale | Face ID Giroscopio a 3 assi Accelerometro Barometro Sensore di luce ambientale | Face ID Giroscopio a 3 assi Accelerometro Barometro Sensore di luce ambientale                                                                   | Face ID Giroscopio a 3 assi Accelerometro Barometro Sensore di luce ambientale                                                                   | Face ID Scanner LiDAR Giroscopio a 3 assi Accelerometro Barometro Sensore di luce ambientale | Face ID Scanner LiDAR Giroscopio a 3 assi Accelerometro Barometro Sensore di luce ambientale | Face ID Scanner LiDAR Giroscopio a 3 assi Accelerometro Barometro Sensore di luce ambientale                                                                                               | Face ID Scanner LiDAR Giroscopio a 3 assi Accelerometro Barometro Sensore di luce ambientale                                                                                               | Face ID Scanner LiDAR Giroscopio a 3 assi Accelerometro Barometro Sensore di luce ambientale | Face ID Scanner LiDAR Giroscopio a 3 assi Accelerometro Barometro Sensore di luce ambientale | Face ID Scanner LiDAR Giroscopio a 3 assi Accelerometro Barometro Sensore di luce ambientale | Face ID Scanner LiDAR Giroscopio a 3 assi Accelerometro Barometro Sensore di luce ambientale |
| Penne digitali      | Penne digitali           | Apple Pencil (1ª generazione) | Apple Pencil (1ª generazione) | Apple Pencil (1ª generazione) | Apple Pencil (1ª generazione) | Apple Pencil (1ª generazione) | Apple Pencil (1ª generazione) | Apple Pencil (1ª generazione) | Apple Pencil (1ª generazione) | Apple Pencil (2ª generazione) Logitech Crayon | Apple Pencil (2ª generazione) Logitech Crayon | Apple Pencil (2ª generazione) Logitech Crayon | Apple Pencil (2ª generazione) Logitech Crayon | Apple Pencil (2ª generazione) Logitech Crayon | Apple Pencil (2ª generazione) Logitech Crayon | Apple Pencil (2ª generazione) Logitech Crayon | Apple Pencil (2ª generazione) Logitech Crayon | Apple Pencil (2ª generazione) Logitech Crayon | Apple Pencil (2ª generazione) Logitech Crayon | Apple Pencil (2ª generazione) Logitech Crayon | Apple Pencil (2ª generazione) Logitech Crayon |
| Batteria            | Batteria                 | Batteria ai polimeri di litio da 38,5 wattora - Fino a 10 ore di navigazione in Wi‑Fi - Fino a 9 ore di navigazione su rete con dati cellulare - Fino a 10 ore di riproduzione video o riproduzione audio | Batteria ai polimeri di litio da 38,5 wattora - Fino a 10 ore di navigazione in Wi‑Fi - Fino a 9 ore di navigazione su rete con dati cellulare - Fino a 10 ore di riproduzione video o riproduzione audio | Batteria ai polimeri di litio da 27,5 wattora - Fino a 10 ore di navigazione in Wi‑Fi - Fino a 9 ore di navigazione con dati cellulare - Fino a 10 ore di riproduzione video o riproduzione audio | Batteria ai polimeri di litio da 27,5 wattora - Fino a 10 ore di navigazione in Wi‑Fi - Fino a 9 ore di navigazione con dati cellulare - Fino a 10 ore di riproduzione video o riproduzione audio | Batteria ai polimeri di litio da 41 wattora - Fino a 10 ore di navigazione in Wi‑Fi - Fino a 9 ore di navigazione su rete con dati cellulare - Fino a 10 ore di riproduzione video o riproduzione audio | Batteria ai polimeri di litio da 41 wattora - Fino a 10 ore di navigazione in Wi‑Fi - Fino a 9 ore di navigazione su rete con dati cellulare - Fino a 10 ore di riproduzione video o riproduzione audio | Batteria ai polimeri di litio da 30,4 wattora - Fino a 10 ore di navigazione in Wi‑Fi - Fino a 9 ore di navigazione su rete con dati cellulare - Fino a 10 ore di riproduzione video o riproduzione audio | Batteria ai polimeri di litio da 30,4 wattora - Fino a 10 ore di navigazione in Wi‑Fi - Fino a 9 ore di navigazione su rete con dati cellulare - Fino a 10 ore di riproduzione video o riproduzione audio | Batteria ai polimeri di litio da 36,71 wattora - Fino a 10 ore di navigazione in Wi‑Fi - Fino a 9 ore di navigazione su rete con dati cellulare - Fino a 10 ore di riproduzione video o riproduzione audio | Batteria ai polimeri di litio da 36,71 wattora - Fino a 10 ore di navigazione in Wi‑Fi - Fino a 9 ore di navigazione su rete con dati cellulare - Fino a 10 ore di riproduzione video o riproduzione audio | Batteria ai polimeri di litio da 29,37 wattora - Fino a 10 ore di navigazione Wi-Fi - Fino a 9 ore di navigazione web su rete con dati cellulare | Batteria ai polimeri di litio da 29,37 wattora - Fino a 10 ore di navigazione Wi-Fi - Fino a 9 ore di navigazione web su rete con dati cellulare | Batteria ai polimeri di litio da 36,71 wattora - Fino a 10 ore di navigazione in Wi‑Fi - Fino a 9 ore di navigazione su rete con dati cellulare - Fino a 10 ore di riproduzione video o riproduzione audio | Batteria ai polimeri di litio da 36,71 wattora - Fino a 10 ore di navigazione in Wi‑Fi - Fino a 9 ore di navigazione su rete con dati cellulare - Fino a 10 ore di riproduzione video o riproduzione audio | Batteria ai polimeri di litio da 28,65 wattora - Fino a 10 ore di navigazione Wi-Fi - Fino a 9 ore di navigazione web su rete con dati cellulare                                           | Batteria ai polimeri di litio da 28,65 wattora - Fino a 10 ore di navigazione Wi-Fi - Fino a 9 ore di navigazione web su rete con dati cellulare                                           | Batteria ai polimeri di litio da 40,88 wattora - Fino a 10 ore di navigazione in Wi‑Fi - Fino a 9 ore di navigazione su rete con dati cellulare - Fino a 10 ore di riproduzione video o riproduzione audio | Batteria ai polimeri di litio da 40,88 wattora - Fino a 10 ore di navigazione in Wi‑Fi - Fino a 9 ore di navigazione su rete con dati cellulare - Fino a 10 ore di riproduzione video o riproduzione audio | Batteria ai polimeri di litio da 28,65 wattora - Fino a 10 ore di navigazione Wi-Fi - Fino a 9 ore di navigazione web su rete con dati cellulare                                                 | Batteria ai polimeri di litio da 28,65 wattora - Fino a 10 ore di navigazione Wi-Fi - Fino a 9 ore di navigazione web su rete con dati cellulare                                                 |
| Connessioni         | Connessioni              | Lightning Apple Smart Connector Jack 3,5 mm per audio | Lightning Apple Smart Connector Jack 3,5 mm per audio | Lightning Apple Smart Connector Jack 3,5 mm per audio | Lightning Apple Smart Connector Jack 3,5 mm per audio | Lightning Apple Smart Connector Jack 3,5 mm per audio | Lightning Apple Smart Connector Jack 3,5 mm per audio | Lightning Apple Smart Connector Jack 3,5 mm per audio | Lightning Apple Smart Connector Jack 3,5 mm per audio | USB-C Apple Smart Connector Connessione magnetica per Apple Pencil (2ª generazione) | USB-C Apple Smart Connector Connessione magnetica per Apple Pencil (2ª generazione) | USB-C Apple Smart Connector Connessione magnetica per Apple Pencil (2ª generazione)                                                              | USB-C Apple Smart Connector Connessione magnetica per Apple Pencil (2ª generazione)                                                              | USB-C Apple Smart Connector Connessione magnetica per Apple Pencil (2ª generazione) | USB-C Apple Smart Connector Connessione magnetica per Apple Pencil (2ª generazione) | USB-C Apple Smart Connector Connessione magnetica per Apple Pencil (2ª generazione) | USB-C Apple Smart Connector Connessione magnetica per Apple Pencil (2ª generazione) | USB-C Apple Smart Connector Connessione magnetica per Apple Pencil (2ª generazione) | USB-C Apple Smart Connector Connessione magnetica per Apple Pencil (2ª generazione) | USB-C Apple Smart Connector Connessione magnetica per Apple Pencil (2ª generazione) | USB-C Apple Smart Connector Connessione magnetica per Apple Pencil (2ª generazione) |
| Sistema operativo   | Nativo                   | iOS 9.1 | iOS 9.1 | iOS 9.3 | iOS 9.3 | iOS 10.3.2 | iOS 10.3.2 | iOS 10.3.2 | iOS 10.3.2 | iOS 12.1 | iOS 12.1 | iOS 12.1 | iOS 12.1 | iPadOS 13.4 | iPadOS 13.4 | iPadOS 13.4 | iPadOS 13.4 | iPadOS 14.5 | iPadOS 14.5 | iPadOS 14.5 | iPadOS 14.5 |
| Sistema operativo   | Attuale                  | iPadOS 17 | iPadOS 17 | iPadOS 17 | iPadOS 17 | iPadOS 17 | iPadOS 17 | iPadOS 17 | iPadOS 17 | iPadOS 18 | iPadOS 18 | iPadOS 18 | iPadOS 18 | iPadOS 18 | iPadOS 18 | iPadOS 18 | iPadOS 18 | iPadOS 18 | iPadOS 18 | iPadOS 18 | iPadOS 18 |